# 瑪麗路易絲島

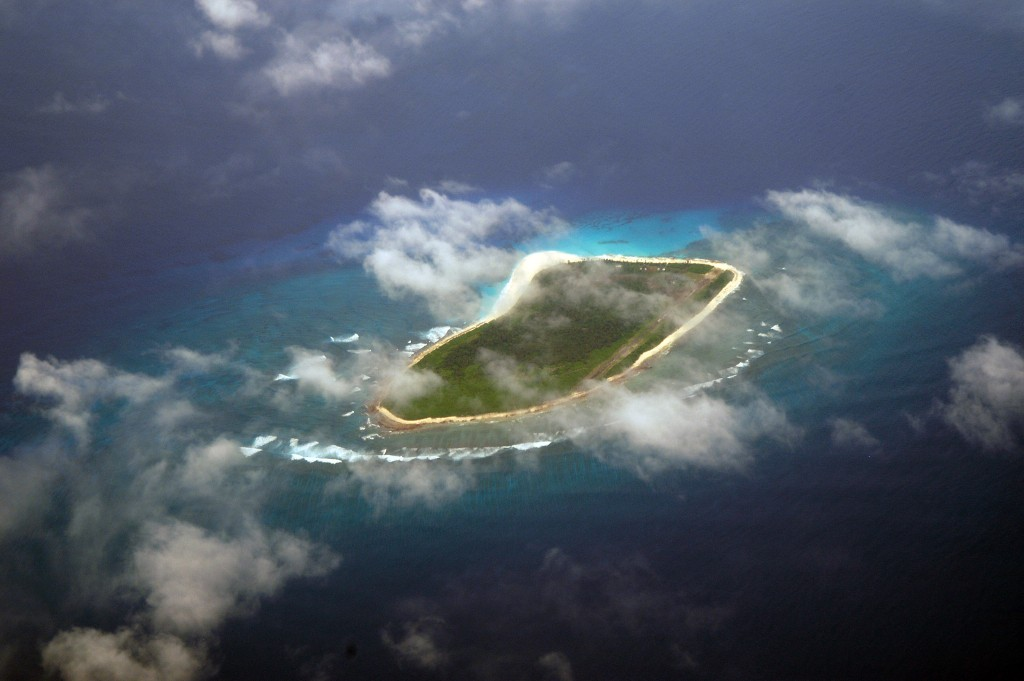

瑪麗路易絲島（英語：Marie Louise Island）是塞舌爾的島嶼，位於印度洋海域，距離馬埃島280公里，屬於阿米蘭特群島的一部分，長1.25公里、寬0.65公里，面積0.52平方公里，最高點海拔高度3米，島上人口僅15人。